# 生活協同組合コープながの
生活協同組合コープながの（せいかつきょうどうくみあいコープながの）は、長野県全域をエリアとする生活協同組合。コープデリに加盟。組合員数は23万8,239人（2011年3月20日）。本部は同県長野市。1992年9月に長野県民・長野県学校・長野・南信の各生協が合併して発足した。

## 店舗
- 長野稲里店（長野市）
- 安曇野豊科店（安曇野市）

## コープデリ宅配センター
- 中野センター（中野市）
- 長野センター（長野市）
- 篠ノ井センター（長野市）
- 須坂集品センター（須坂市）
- 上田センター（上田市）
- 佐久センター（御代田町）
- 池田センター（池田町）
- 安曇野センター（安曇野市）
- 松本センター（松本市）
- 塩尻センター（塩尻市）
- 塩尻集品センター（塩尻市）
- 木曽センター（上松町）
- 諏訪センター（茅野市）
- 伊北センター（箕輪町）
- 飯田センター（飯田市）